# 대구운암초등학교
대구운암초등학교는 대한민국 대구광역시 북구 구암동에 있는 공립 초등학교이다.

## 학교 연혁
- 1997-11-06 대구운암초등학교로 설립 인가
- 2003-03-01 대구운암초등학교 개교(26학급)
- 2003-03-01 초대 정대식 교장 부임
- 2004-02-12 제1회 졸업식(111명)
- 2005-02-16 제2회 졸업식(168명, 누계279명)
- 2005-03-01 제2대 이기성 교장 부임
- 2006-02-17 제3회 졸업식(188명, 누계 467명)
- 2006-09-01 제3대 박영배 교장 부임
- 2007-02-15 제4회 졸업식(212명, 누계 679명)
- 2008-02-21 제5회 졸업식(217명, 누계 896명)
- 2009-02-12 제6회 졸업식(251명, 누계 1,147명)
- 2010-02-11 제7회 졸업식(235명, 누계 1,382명)
- 2010-09-01 제4대 김찬길 교장 부임
- 2011-02-16 제8회 졸업식(221명, 누계 1,603명)
- 2012-02-16 제9회 졸업식(245명, 누계 1,848명)
- 2013-02-15 제10회 졸업식(244명, 누계 2,092명)
- 2014-02-14 제11회 졸업식(205명, 누계 2,297명)
- 2014-03-01 제5대 민영기 교장 부임
- 2015-02-07 3개 교실 개축
- 2015-02-07 조리실 현대화 및 급식실 완공
- 2015-02-13 제12회 졸업식(147명, 누계 2,444명)
- 2015-09-01 영어체험실 개축
- 2016-02-05 제13회 졸업식(182명, 누계 2,626명)
- 2016-03-01 대구운암초등학교 36학급 편성
- 2017-02-14 제14회 졸업식(167명, 누계 2,793명)
- 2017-03-01 대구운암초등학교 33(1)학급 편성
- 2017-03-01 특수학급(다정반) 개설

## 참고 자료
- 대구운암초등학교 - 한국교육학술정보원 학교알리미